# 约瑟夫·伦斯
约瑟夫·玛丽·安托万·休伯特·伦斯（荷蘭語：Joseph Maria Antoine Hubert Luns，1911年8月28日—2002年7月17日），荷兰天主教人民党籍政治家、外交官及法學家。曾任荷蘭外交大臣、北大西洋公約組織（北約）秘書長，他是北約創立以來任期最長的秘書長。